# Nacionalismo bretón

Bandera de Bretaña, conocida como Gwenn ha du, creada por el nacionalismo bretón a principios del

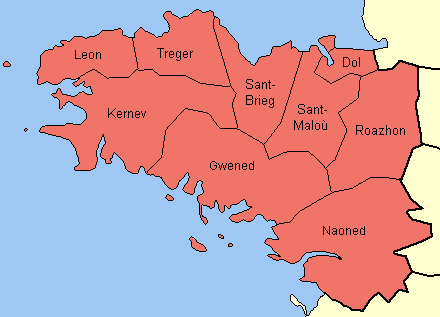
Mapa de las regiones en que se dividía la Bretaña medieval

El nacionalismo bretón, también conocido como Emsav (‘movimiento’ en idioma bretón), es una corriente social, cultural y política que propone el reconocimiento de Bretaña como nación, así como la unificación de los cinco departamentos de Francia considerados bretones en una única región administrativa.

## Antecedentes históricos
El territorio bretón ha mantenido durante mucho tiempo la especificidad de la cultura y una lengua céltica (el bretón), facilitada por la semiindependencia del ducado de Bretaña, hasta la incorporación política a Francia mediante un tratado el 15 de agosto de 1532, a través del cual el rey de Francia pasaba a ser duque de Bretaña, pero manteniendo sus instituciones y su parlamento (tribunal de justicia). El Coutumier de Bretagne se mantendría como representante legal del pueblo bretón.
Esta situación se va a mantener hasta el estallido de la Revolución francesa en 1789. Si bien el Club Bretón fue el origen del Club de los Jacobinos, el 4 de agosto de 1789 se abolieron las instituciones bretonas. Esto provocaría la revuelta de dirigentes bretones como Armand Charles Tuffin de la Rouérie o Jorg Cadoudal, que serán considerados «mártires de la independencia bretona» por parte del movimiento nacionalista posterior.

## Primeremsav(hasta 1914)
Durante el siglo XIX, al igual que con otras lenguas minoritarias de Europa, se produjo un renacimiento de la literatura bretona gracias a figuras como Théodore Hersart de la Villemarqué, Aougust Brizeug o Prosper Proux. En 1843 Aurélien de Courson fundó la Association Bretonne para estudiar la historia y la arqueología de Bretaña, sociedad en la que destacó el historiador Artur Lemoyne de La Borderie. Autores francesistas como Ernest Renan o Joseph Arthur de Gobineau también colaboraron en diversos estudios sobre los pueblos celtas. Los literatos bretones, hasta entonces, participaban en el Eisteddfod galés, iniciando contactos con otros nacionalistas célticos que facilitarían la creación en 1878 de la Association Celto-Bretonne y del Gorsedd bretón.
En 1865 apareció la revista Feiz ha Breiz (Fe y Bretaña), de cariz ultracatólico, donde colaborarán los primeros escritores contemporáneos en lengua bretona. Cuando en 1887 fue aprobada la ley Ferry, que proscribía las lenguas regionales de la enseñanza, se lanzaron diversas campañas para exigir la enseñanza en bretón. Asimismo, cuando en 1911 fue nombrado director de la publicación el escritor y político Yann-Vari Perrot, la revista se convirtió en órgano de expresión del nacionalismo bretón de carácter derechista y conservador.
En 1898 se fundaría en Morlaix la Sociedad Nacional de Bretaña (Keuredigezh Broadel Breizh en idioma bretón), por Charles Le Goffic, Régis de l'Estourbeillon y el dramaturgo Anatole Le Braz. Demandaba la enseñanza en bretón y la descentralización tanto cultural como administrativa (querían que Bretaña se constituyese en región autónoma), pero sin entrar en el juego político, lo que acabaría causando su inoperatividad. En 1911 se transformaría en la Unión Regionalista Bretona.
En 1900 el escritor socialista Émile Masson fundó la Fédération Socialiste de Bretagne (FSB) y en 1912 creó su órgano de expresión en bretón, llamado Brug, de carácter socialista y libertario, que demandaba la enseñanza en bretón. Más peso tuvo, sin embargo, el cura Perrot con la fundación de Bleun Brug, movimiento de cariz religioso con influencias del escultismo. La actividad de todos estos grupos se consideraba embrionaria y no adquiriría un mayor protagonismo hasta la Primera Guerra Mundial.

## Segundoemsav(1918-1945)
La Primera Guerra Mundial provocó unos cambios económicos y sociales que supondrían la decadencia imparable de la preeminencia económica de la élite aristocrática, y que acentuaría la emigración bretona al resto de Francia. Por otro lado, una nueva generación de estudiantes de Rennes y de la Alta Bretaña, francófonos e influidos por los hechos de la guerra, tomarían el relevo en el movimiento bretonista. El número de hablantes de bretón era aproximadamente de 1,2 millones en 1885,[cita requerida] la gran mayoría monolingüe y que no conocía apenas el francés. La introducción del servicio militar obligatorio hizo que los jóvenes bretones conociesen el francés con una mayor fluidez. Esto también provocó que, saliendo de su tierra por primera vez y en contacto con nuevas formas de pensar, hiciesen comparaciones entre la situación dentro y fuera de Bretaña.
En septiembre de 1918 Morvan Marchal y Job de Roincé (militante del partido ultraderechista Action Française), influidos por Charles Maurras y el vanguardismo cultural, fundaran el Grupo Regionalista Bretón (GRB), desde el cual popularizarían la bandera bretona, denominada Gwenn ha du ('blanca y negra'). El «bardo» François Jaffrennou, alias Taldir, compuso el considerado como himno nacional bretón, Bro gozh ma zadoù (La tierra de mis padres), que no era sino la traducción del himno nacional del País de Gales.
Hacia enero de 1919, un grupo de jóvenes radicales dirigidos por el galés Ambrose Bebb, miembro del GRB, fundaría la revista bilingüe Breiz Atao (Bretaña Siempre), influida por el Wilsonianismo y el nacionalismo irlandés y que definía a Bretaña como parte de las naciones celtas. Sería adoptada posteriormente como órgano de expresión del GRB. Desde 1922 el GRB estrechó relaciones con los nacionalistas galeses e impulsaría la revista Panceltia, de carácter celtista y con artículos, además de en bretón y francés, en inglés y galés. De esta publicación surgió el germen del futuro Plaid Cymru (principal partido del nacionalismo galés) y el semanario literario Gwalarn ('viento del noroeste' en bretón), publicado entre 1925 y 1944 y dirigido por el joven escritor Roparz Hemon. En él colaborarían desde líderes sindicales hasta políticos de izquierdas; su tirada, no obstante, era reducida: en 1927 era de 4000 ejemplares y en 1931 era de 8000.[cita requerida]
Por otro lado, en 1919 el nacionalismo bretón, de manos de Régis de l'Estourbeillon, lanza una petición al entonces presidente de los EE. UU. Woodrow Wilson (autor de los 17 puntos y de la teoría de la autodeterminación de los pueblos) y a los miembros de la comisión de la Sociedad de Naciones, con 800 firmas de obispos, parlamentarios e incluso del general Ferdinand Foch (de origen occitano), donde se defendían los derechos de las lenguas minoritarias de Francia y la libertad de los pueblos, así como una autonomía política para Bretaña.
En 1927 Breiz Atao se refunda en el Partido Autonomista Bretón (PAB, Strollad Emrenerien Breizh). Este grupo había colaborado anteriormente con la URB y la FRB, pero poco después se radicalizarían sus posturas y demandas nacionalistas. Además, eran partidarios del laicismo y el vanguardismo. No obstante, en la década de 1930 viraron hacia una derecha más radical, acercándose al fascismo. Sus líderes más destacados eran Fransez Debeauvais, Olier Mordrel, Marcel Guieysse y Yann Bricler. Simultáneamente apareció el Commité Centrale des Minorités Nationales de la France (CCMNF), compuesto por representantes de corsos, flamencos, alsacianos y catalanes, que publicarían hacia 1939 la revista Peuples et frontières, cerrada a las pocas horas de su apertura por orden del Gobierno francés.
En septiembre de 1927 se celebraría el I Congreso del Partido Autonomista Bretón en Rosporden, patrocinado por Breiz Atao, en el que participarían unos 300 simpatizantes. Uno de ellos, Maurice Duhamel, formularía un federalismo cooperativo a escala europea, donde las unidades básicas debían de ser las «nacionalidades naturales», definidas por la lengua y la historia, por encima de las fronteras estatales. Entre el 18 de agosto de 1928 y 1929 celebraron el II Congreso en Kastellin, esta vez con la presencia de delegaciones irlandesas, galesas, corsas, flamencas y alsacianas. Intentaron atraer a los regionalistas demandando una autonomía política que no se opusiese a los intereses franceses, pero condenando el provincialismo y sin hacer referencias a la independencia o al separatismo. También apostaban por el modernismo y rechazaban el tradicionalismo, pese a que reclamaban que Bretaña volviese a la situación política de antes de 1532, cuando fue anexionada al Reino de Francia.
La proyección electoral del PAB fue nula, ya que en las elecciones municipales de Gwengamp celebradas en abril de 1930 solamente obtuvieron el 0,02 % de los votos y en octubre de ese mismo año, en unas elecciones al departamento de Rennes-Sud-Est, un 0,49 % (80 votos de los 16 084 en juego). Este fracaso electoral detonaría las divisiones que aquejaron al bretonismo. Después del Congreso de Rennes en febrero de 1931, Duhamel y Morvan Marchal fundaron la Liga Federalista de Bretaña. Otros grupos de izquierdas escindidos fueron el Partido Bretón Nacional Revolucionario (PBNR), escindido en agosto de 1931, próximo al diario Ar Falz (La Hoz) de Yann Sohier. No obstante, este periódico no consiguió sus objetivos: que el PAB se acercase a la izquierda ni que el Partido Comunista Francés (PCF) aceptase el bretonismo.
Esto movió en 1932 a Olier Mordrel a fundar la revista Stur (Timón), bilingüe y de carácter literario-político, así como a refundar el PAB como el Partido Nacional Bretón (PNB, Strollad Broadel Breizh), de cariz decididamente nacionalista, en el que contenidos corporativistas y fascistas se encontraban con la acción directa y el insurreccionalismo como influencias del Sinn Féin, pese a haber emitido tras su fundación un artículo titulado «Na ruz na gwenn» («Ni rojo ni blanco», en referencia a la izquierda y la derecha).  Al PNB se le unieron Fransez Debauvais, Yann Goulet, Marcel Bricler, Yann Guieysse y Celestin Lainé. Este último propondría la creación de un kadervenn ('servicio especial') armado, que tomaría el nombre de la bandera bretona, Gwenn-ha-Du. Este grupo cometería algunos actos de terrorismo contra lo que consideraban «símbolos de la sumisión a Francia», como cuando el 6 de agosto de 1932 dinamitaron el monumento a la unión con Francia en Gwened, y el 20 de noviembre del mismo año sabotearon la línea ferroviaria que unía París y Nantes durante la visita del presidente francés Édouard Herriot. Por estos actos terroristas fueron detenidos Yann Goulet y Bayer du Kern; no obstante, no se consiguió demostrar su implicación en los atentados.
En 1933 el PNB aprobó la ponencia Strolladar ar Gelted Adsavet, donde se afirmaba que el partido aspiraba a la construcción de un Estado bretón con colonias que anexionarían las regiones limítrofes. Este texto contenía fuertes derivas celtistas, racistas y antisemitas. Defendía la hegemonía de una «Europa celto-germánica», en la que Bretaña formaría parte de los dominadores. Posteriormente mantendría contactos con la Ahnenerbe, sección política de las SS, y con el círculo de celtólogos de Múnich por vía indirecta de los autonomistas alsacianos, intensificada entre 1938 y 1939.
Más apoyo tuvo el activismo lingüístico. Yann Fouéré, un intelectual bretón, consiguió en 1938 que se aprobara una moción en 342 municipios bretones a favor de la enseñanza del idioma bretón en escuelas y universidades.